# Neromia clavicornis
Neromia clavicornis là một loài bướm đêm trong họ Geometridae.